# Jamal Bellakhdar
Jamal Bellakhdar, né le 5 janvier 1947 à Tanger, est un pharmacien, docteur en sciences de la vie et chercheur en ethnobotanique et ethnopharmacologie marocain/français. Il a répertorié la pharmacopée amazighe (berbère) à travers son œuvre. 
Directeur d'Al-Biruniya, une revue marocaine de pharmacognosie, d'études ethnomédicales et de botanique appliquée qu'il a créée en 1985, et président des Graines de Babel, une association française soutenant le développement durable, il travaille actuellement[Depuis quand ?] comme chercheur à la fois en France, à Metz[réf. à confirmer] et au Maroc, à Rabat.
Dans le cadre de ses publications sur les plantes médicinales et les traditions maghrébines, il a reçu trois fois le prix du Maroc de la catégorie scientifique : en 1979 pour Médecine traditionnelle et toxicologie ouest-saharienne, en 1997 pour La Pharmacopée marocaine traditionnelle, et en 2004 pour Le Maghreb à travers ses plantes.

## Ouvrages
(décembre 2023).
- J. BELLAKHDAR - Médecine traditionnelle et toxicologie ouest-sahariennes - contribution à l'étude de la pharmacopée marocaine - Editions Techniques Nord-Africaines, Rabat, 1978, 358 pages . Ouvrage couronné du Prix Maroc 1979.
- J. BELLAKHDAR,  G. HONDA et W. MIKI - Herbs drugs and herbalists in the Maghreb  - editor : Institut for the study of langages and culture of Asia and Africa, Tokyo, 1982, 339 pages dont 53 p de photos noir et blanc.
- J. BELLAKHDAR - Substances naturelles à usage pharmaceutique et développement économique au Maghreb - Editeur : Al Biruniya, Rabat, 1989, 64 pages dont 15 p. couleur.
- J. BELLAKHDAR, A. BENABID, J. VITTOZ, J. MARECHAL -Tissint, une oasis du Maroc présaharien - monographie d'une palmeraie du Moyen Dra - 244 pages, 35 photos noir & blanc, Editions Al Biruniya, Rabat, 1992.
- J. BELLAKHDAR - La Pharmacopée marocaine traditionnelle - Médecine arabe ancienne et savoirs populaires - 764 p. + 12 p. hors texte de photos polychromes, Editions Ibis-Press (Paris) et Editions Le Fennec (Casablanca) 1997. Ouvrage couronné par le Prix Maroc 1997 pour les Sciences et la Technologie.
- J. BELLAKHDAR - Maghreb : artisans de la terre, Paris, Editions Hazan, 2002 (2e tirage 2003),  256 p. + 639 photos polychromes de C. Tréal et J.-M. Ruiz.
- J. BELLAKHDAR – Le Maghreb à travers ses plantes – plantes, productions végétales et traditions au Maghreb – Casablanca, Editions Le Fennec, 2003, 225 p.
- J. BELLAKHDAR – Plantes médicinales et soins de base au Maghreb – Traité moderne de phytothérapie – Casablanca, Editions Le Fennec, 386 p., 145 planches couleurs, 2006.
- J. BELLAKHDAR –, Les allégories nécessaires (poèmes et dessins), Edition-Distribution Lulu.com, 2007, 100 p.
- J. BELLAKHDAR – Hommes et plantes au Maghreb – Eléments pour une méthode en ethnobotanique – Edition-Distribution  Lulu.com, 2008, 388 pages dont 24 photos N&B.
- J. BELLAKHDAR – La montagne rouge des Ouled Mimoun – Chronique d’un clan des Beni Snassen pris dans la tourmente des années 1800 à 1930 — Editions Kalimates, 2013, 336 p.
- J. BELLAKHDAR – Le Maroc ouest saharien – Esquisse géographique, historique, anthropologique et socioéconomique - Volume I : Le pays, une terre de contingences et d’absolu Casablanca, Ed. Le Fennec, 2015, 268 p. + 237 photos couleurs.
- J. BELLAKHDAR – Le Maroc ouest saharien – Esquisse géographique, historique, anthropologique et socioéconomique - Volume II : La traversée des siècles : un pays au cœur de l’histoire du Maroc – Casablanca, Ed. Le Fennec, 2016, 240 p. + 229 photos couleurs.
- J. BELLAKHDAR – Le Maroc ouest saharien – Esquisse géographique, historique, anthropologique et socioéconomique - Volume III : Les hommes et leurs activités – Casablanca, Ed. Le Fennec, 2016, 288 p. 301 photos couleurs.
- J. BELLAKHDAR – Le Maroc ouest saharien – Esquisse géographique, historique, anthropologique et socioéconomique - Volume IV : Les productions matérielles et immatérielles – Casablanca, Ed. Le Fennec, 2016, 348 p. 601 photos couleurs.